# Open Government Partnership

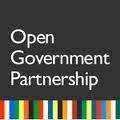
Logo der Open Government-Partnerschaft

Die Open Government Partnership (OGP) ist eine internationale Initiative zu Open Government, welche am 20. September 2011 von der US-amerikanischen Regierung und der Regierung Brasiliens ins Leben gerufen wurde. Bis dato haben sich 75 Länder und 150 subnationale Gebietskörperschaften zur OGP bekannt. Unterstützer der Initiative bekennen sich dazu, in ihren Ländern Aktionspläne für mehr Transparenz, Bürgerbeteiligung und Verwaltungsmodernisierung zu entwickeln und regelmäßig Revisionsprozesse durchzuführen. Jeweils zum nächsten UN-Gipfel wollen weitere Länder hinzustoßen.

## Situation in Deutschland
Ab Herbst 2011 arbeitete ein Arbeitskreis aus zivilgesellschaftlichen Akteuren an einer Kampagne, die Bundesregierung davon zu überzeugen, sich zur OGP zu bekennen.
Auf eine Anfrage des grünen Bundestagsabgeordneten Konstantin von Notz hin, wie die Bundesregierung auf die Initiative OGP reagiert, antwortete die Bundesregierung am 4. Juli 2012, dass sie eher auf nationaler und europäischer Ebene Schwerpunkte setzen will. Der Aufbau eines EU-weiten, interoperablen Open-Data-Portals oder die Standardisierung von Metadaten haben laut der Bundesregierung direktere, praktischere Auswirkungen auf die Entwicklung in Bund, Ländern und Kommunen als globale Initiativen.
Im April 2016 gab die Bundesregierung in einer Erklärung zum Deutsch-Französischen Ministerrat den Beschluss zur Teilnahme an der Open Government Partnership (OGP) bekannt.

### Erster Nationaler Aktionsplan 2017
In Deutschland hat die Open Knowledge Foundation Deutschland die Rechtsform eines eingetragenen Vereins mit Sitz in Berlin. Die Bundesrepublik reichte 2017 einen ersten Nationalen Aktionsplan mit 15 Verpflichtungen bei der Open Government Partnership ein. Dort sind unter anderem 15 Verpflichtungen beschrieben:
| #  | Verpflichtung |
| 1  | Schaffung von Rahmenbedingungen für die OGP-Teilnahme                                                                                  |
| 2  | Umsetzung von Open Data in die Verwaltungspraxis                                                                                       |
| 3  | Förderung des Open-Data-Umfeldes |
| 4  | Besserer Zugang und einfache Nutzung von Geoinformationen                                                                              |
| 5  | Finanztransparenz - Implementierung des EITI-Standards                                                                                 |
| 6  | Transparenz in der Entwicklungspolitik                                                                                                 |
| 7  | Open Data für intelligente Mobilität                                                                                                   |
| 8  | Stärkung der Bürgerbeteiligung bei Umwelt und Stadtentwicklung                                                                         |
| 9  | Elterngeld Digital/Digitalisierung familienbezogener Leistungen                                                                        |
| 10 | Wissensnetz für lesbische, schwule, bisexuelle, trans- und intersexuelle bzw. -geschlechtliche Menschen                                |
| 11 | Initiative Lokale Bündnisse für Familie                                                                                                |
| 12 | Monitoring der Entwicklung des Frauen- und Männeranteils an Führungsebenen, in Gremien der Privatwirtschaft und im öffentlichen Dienst |
| 13 | Förderung des freien Zugangs zu wissenschaftlichen Publikationen („Open Access“)                                                       |
| 14 | Das Wissenschaftsjahr 2018 – Arbeitswelten der Zukunft                                                                                 |
| 15 | Bundeswettbewerb „Zusammenleben Hand in Hand“                                                                                          |